# Psalidoma
Psalidoma – rodzaj chrząszczy z rodziny stonkowatych i podrodziny tarczykowatych.
Chrząszcze te mają podługowato-owalne w zarysie ciało, osiągające powyżej 9 mm długości. Głowa ma co najwyżej dwukrotnie szerszy niż długi, grubo punktowany nadustek oraz wykrojoną pośrodku przedniej krawędzi i zapatrzoną w parę małych kolców po bokach wykrojenia, ale pozbawioną podłużnego żeberka przez środek wargę górną. Czwarty człon przysadzistych czułków jest nagi, podobnie jak trzy poprzednie. Brzegi przedplecza i pokryw są rozpłaszczone. Całą powierzchnię przedplecza i pokryw rzeźbi grube punktowanie. Na spodzie przedplecza leżą głębokie, acz niedługie rynienki do chowania czułków.  Zarys pokryw charakteryzuje się silnie wystającymi ku przodowi kątami barkowymi. Skrzydełka przedpiersia zaopatrzone są w głęboki dołek. Odnóża środkowej pary nie mają guzków wierzchołkowych na spodniej krawędzi ud. Stopy mają ostatni segment niezmodyfikowany, natomiast pazurki wyposażone w duży ząbek w nasadowej części spodniej krawędzi.
Wszyscy przedstawiciele rodzaju są endemitami Afryki Południowej.
Takson ten wprowadzony został w 1899 roku przez Franza Spaetha. Zalicza się do niego 4 opisane gatunki:
- Psalidoma contracta Spaeth, 1926
- Psalidoma holubi Spaeth, 1899
- Psalidoma knirschi Spaeth, 1919
- Psalidoma oblonga Spaeth, 1926